# Virus de la diarrhée épidémique porcine
Le virus de la diarrhée épidémique porcine ou (virus de DEP ou VDEP, ou encore PED en anglais) est un coronavirus qui infecte les porcs, causant la diarrhée épidémique porcine, une maladie grave caractérisée par une diarrhée sévère qui induit une déshydratation. Le virus cible les cellules qui recouvrent l'intestin grêle du cochon. Les individus plus âgés perdent du poids après avoir été infectés mais survivent généralement, alors que les porcelets et nouveau-nés meurent généralement dans les cinq jours après avoir contracté le virus.
Ce virus n'est pas transmissible à l'humain et n'est donc pas un contaminant de l'alimentation humaine.

## Histoire
Ce virus a été découvert en Europe, mais il est devenu de plus en plus problématique aux États-Unis (où il a été découvert le 5 mai 2013 dans l'Indiana) et en Asie en Corée, Chine, Japon, les Philippines et Thaïlande.

Le Canada est officiellement touché par le virus depuis l'hiver 2014.
En janvier 2014, un nouveau variant de ce virus (avec trois délétions, une insertion et plusieurs mutations dans la région S (spike) 1 ont été identifiées dans l'Ohio par le laboratoire de diagnostic de la maladie animale du département de l'agriculture de l'Ohio.

## Symptômes
Le virus résistant et contagieux engendre une diarrhée liquide (avec une mortalité pouvant atteindre 100% chez les porcelets non sevrés, le porc adulte y résistant mieux).

## Enjeux économiques
En raison de son caractère mortel pour les porcelets il est source d'importantes pertes financières.
Un vaccin existe, mais qui pourrait n'être que partiellement protecteur. Les consommateurs sont susceptibles de ressentir les effets de la maladie virale sous la forme de prix plus élevés pour les produits de porc.